# L'Intérieur de chez Bruant : Le Mirliton
L'Intérieur de chez Bruant : Le Mirliton est une œuvre du peintre Louis Anquetin réalisée vers 1887 et appartenant à une collection privée.
Durant plusieurs décennies, l'œuvre de Louis Anquetin était considérée comme perdue, laissant même croire qu'elle n'avait jamais été réalisée, bien que plusieurs esquisses du peintre et mentions dans plusieurs publications témoignaient du travail préparatoire du tableau. 
L'œuvre a finalement refait surface à New York au mois de novembre 2014 lors d'un encan de la maison Sotheby's. Acquise par un collectionneur privé, elle a été exposée au Musée des beaux-arts de Montréal dans le cadre de l'exposition Toulouse-Lautrec affiche la Belle Époque tenue durant l'été 2016.
Cette toile est considérée comme une des plus importantes d'Anquetin, tout en offrant un intérêt historique. Elle illustre d'abord l'appartenance du peintre au courant du cloisonnisme, caractérisé par des aplats de couleurs entourés d'un trait foncé. Elle figure ensuite l'ambiance du célèbre cabaret du chansonnier Aristide Bruant, lieu de rendez-vous prisé des artistes au tournant du XXe siècle. Au centre de la composition, se détache la fameuse Goulue, danseuse de cancan. Elle se penche sur une table où ont pris place à gauche le peintre Émile Bernard et à droite, légèrement vu de dos, Paul Tampier. Derrière Bernard, Marie Valette, le modèle préféré d'Anquetin, s'allume une cigarette. Presque sorti du cadre, Toulouse-Lautrec, reconnaissable à son chapeau haut-de-forme, observe la scène. À droite du tableau, derrière Tampier, on voit les peintres Albert Grenier, dissimulé derrière le fumeur, et François Gauzi en train de boire son vin. Au fond, sur scène, les mains sur les hanches, Aristide Bruant récite ses poèmes.
Par son choix de couleurs, la composition, les effets de perspective et de lumière (comme la lueur de l'éclairage qui camoufle le visage de Bruant), Anquetin réussit à traduire l'atmosphère festive et enfumée d'un cabaret typique de l'époque[Interprétation personnelle ?].